# 新発田市立猿橋中学校
新発田市立猿橋中学校（しばたしりつ さるはしちゅうがっこう）は新潟県新発田市にある公立中学校。

## 沿革
- 1947年（昭和22年） - 新発田市立新発田中学校開校[1]
- 1949年（昭和24年） - 新発田中学校を外ケ輪・本丸・猿橋の3校に分離独立、本丸校舎・西新発田高等学校校舎を借用し発足
  - 校舎建築第1期・第2期工事完了、移転
- 1950年（昭和25年） - 校舎建築第3期工事竣工
  - 校歌制定・校旗樹立
- 1951年（昭和26年） - 屋外グラウンド一部完成
- 1955年（昭和30年） - 校舎建築第４期工事竣工
- 1957年（昭和32年） - 体育館（木造）582㎡竣工
- 屋外グラウンド1,800坪拡張
- 1958年（昭和33年） - 屋内体育館（176坪）竣工
- 1959年（昭和34年） - 屋内体育館増築（44坪）竣工
- 1961年（昭和36年） - 新校舎（148坪）竣工
- 1965年（昭和40年） - プール開き、屋外運動場（3,300坪）拡張
  - 猿中少年像除幕式
- 1976年（昭和51年） - 体育館（鉄筋）143㎡竣工
- 1977年（昭和52年） - 新校舎3階建（第1期）竣工
- 1978年（昭和53年） - 新校舎4階建（第2期）竣工
- 1979年（昭和54年） - 新校舎鉄筋4階建（第3期）竣工
- 1980年（昭和55年） - 屋外グラウンドナイター施設設置
- 1981年（昭和56年） - 新校舎3階建（第4期）竣工
  - 歩道・生垣完成
- 1982年（昭和57年） - プレハブ校舎（柔剣道場）完成
- 1984年（昭和59年） - 新校旗樹立
- 1988年（昭和63年） - 新体育館竣工式典・祝賀会
- 1990年（平成02年） - 特別教室・職員玄関完成
- 1992年（平成04年） - コンピュータ実習棟竣工
- 1993年（平成05年） - コンピュータ21台導入
  - スクールカウンセラー活用事業開始（〜2000年（平成12年）4月）
  - 講演台、暗幕、吹奏楽器　同窓会より寄贈
- スクールカウンセラー活用事業開始
- 2002年（平成14年） - 少年像にかわる猿中シンボル像建立
- 2004年（平成16年） - 二学期制実施

## 部活動
運動部
- クリケット部
- サッカー部
- バドミントン部
- 男子バスケットボール部
- 女子バスケットボール部
- 男子ソフトテニス部
- 女子ソフトテニス部
- 男子卓球部
- 女子卓球部
- track and field部
- 柔道部
- 剣道部
- ダンス部

文化部
- CP部
- 家庭科部
- 吹奏楽部
- 美術部

## 通学区域
#外部リンクを参照。

### 進学前小学校
- 新発田市立住吉小学校
- 新発田市立猿橋小学校

## 著名な出身者
- 高山景子 - フリーアナウンサー、元新潟総合テレビ（NST）、元テレビ愛媛アナウンサー

## アクセス
西新発田駅から徒歩15分